# Ghazi Kanaan
Pour les articles homonymes, voir Kanaan.
Ghazi Kanaan, né en 1942 à Bhamra (Syrie) et mort le 12 octobre 2005 à Damas, est un officier et homme politique syrien, chef des services de renseignements syriens au Liban de 1982 et 2002. En octobre 2004, il devient ministre de l'Intérieur de la Syrie dans le gouvernement de Mohammed Naji al-Otari.

## Biographie
Kanaan est né en 1942 à Bhamra dans le nord de la Syrie et est de confession alaouite.
À partir de 1982, il est chef des services de renseignements syriens au Liban, poste qu'il occupe pendant 20 ans.
En sa qualité de chef des-dits services, il représentait l'autorité syrienne au Liban. En une décennie, il se construit, selon le quotidien Libération, un « puissant réseau d'influence, d'intimidation et de terreur ». Pour cette raison, il est surnommé le « Vice-roi » par les Libanais. En 2002, il est rappelé en Syrie, car il est en conflit avec le président du Liban, Émile Lahoud, en particulier sur la prolongation de son mandat de président. Il travaille aux côtés d'Atef Najib.
En octobre 2004, il est nommé ministre de l'Intérieur de la Syrie dans le gouvernement de Mohammed Naji al-Otari.
Certaines sources le désignent comme étant impliqué dans le meurtre, survenu le 14 février 2005, de Rafiq Hariri, ex-Premier ministre libanais. À la suite de cet attentat, ses avoirs à l'étranger sont gelés à la demande des États-Unis.
Officiellement, il se suicide le 12 octobre 2005 dans des conditions obscures, peut-être à la suite d'une enquête internationale cherchant à déterminer qui a commandé la mort de Rafic Hariri. La commission d'enquête de l'ONU a demandé que le corps lui soit confié pour une contre-autopsie. La Syrie n'a pas répondu à cette requête. 